# Tali Golergant
Tali Golergant (Hebreeuws: טלי גולרגנט; Jeruzalem, 1 juli 2000) is een Luxemburgs zangeres van Israëlische afkomst.

## Biografie
Golergant werd geboren in Israël. Op jonge leeftijd woonde ze in Chili, Argentinië en andere landen voordat ze zich met haar familie vestigde in Limpertsberg, Luxemburg.  Op zevenjarige leeftijd begon ze met piano spelen en op twaalfjarige leeftijd met zingen.
Op zestienjarige leeftijd bracht Golergant haar debuut EP Lose you uit. Met haar band tourde ze in New York. Naast haar zangcarrière, begon Golergant ook een acteercarrière. Zo speelde ze in musicals als Fiddler on the Roof en Les Misérables en in de film Agua.
In december 2023 werd Golergant aangekondigd als een van de acht finalisten van Luxembourg Song Contest, de preselectie van Luxemburg voor het Eurovisiesongfestival. Voor het eerst in 31 jaar zou het land weer aan het liedjesfestijn meedoen. Op 9 januari 2024 werd bekend dat Golergant met het nummer Fighter zou aantreden. Met dit nummer wist ze met de zegepalm aan de haal te gaan, waardoor Golergant Luxemburg mocht vertegenwoordigen op het Eurovisiesongfestival 2024 in het Zweedse Malmö. Ze was daarmee de eerste Luxemburgse inzending sinds 1993. Ze kreeg in de eerste halve finale als laatste te horen dat ze door was naar de finale. Qua puntenaantal eindigde ze in de halve finale als vijfde en in de finale als dertiende.
In 2025 bracht Golergant de single Dear Parents uit, een nummer die ze opdroeg aan haar ouders. Met het nummer trad ze op tijdens Luxembourg Song Contest 2025 op 25 januari 2025.
1956: Michèle Arnaud + Michèle Arnaud · 
1957: Danièle Dupré · 
1958: Solange Berry · 
1960: Camillo Felgen · 
1961: Jean-Claude Pascal · 
1962: Camillo Felgen · 
1963: Nana Mouskouri · 
1964: Hugues Aufray · 
1965: France Gall · 
1966: Michèle Torr · 
1967: Vicky Leandros · 
1968: Chris Baldo & Sophie Garel · 
1969: Romuald · 
1970: David Alexandre Winter · 
1971: Monique Melsen · 
1972: Vicky Leandros · 
1973: Anne-Marie David · 
1974: Ireen Sheer · 
1975: Geraldine · 
1976: Jürgen Marcus · 
1977: Anne-Marie Besse · 
1978: Baccara · 
1979: Jeane Manson · 
1980: Sophie & Magaly · 
1981: Jean-Claude Pascal · 
1982: Svetlana · 
1983: Corinne Hermès · 
1984: Sophie Carle · 
1985: Margo, Franck, Diane, Ireen, Malcolm & Chris · 
1986: Sherisse Laurence · 
1987: Plastic Bertrand · 
1988: Lara Fabian · 
1989: Park Café · 
1990: Céline Carzo · 
1991: Sarah Bray · 
1992: Marion Welter & Kontinent · 
1993: Modern Times · 
2024: Tali · 
2025: Laura Thorn